# 种子小卷蛾属
种子小卷蛾属（学名：Blastopetrova）是卷蛾科下的一个属。

## 下属物种
本属包括以下物种：
- 云南油杉种子小卷蛾 Blastopetrova keteleericola Liu & Wu, 1987